# Gerdy Troost

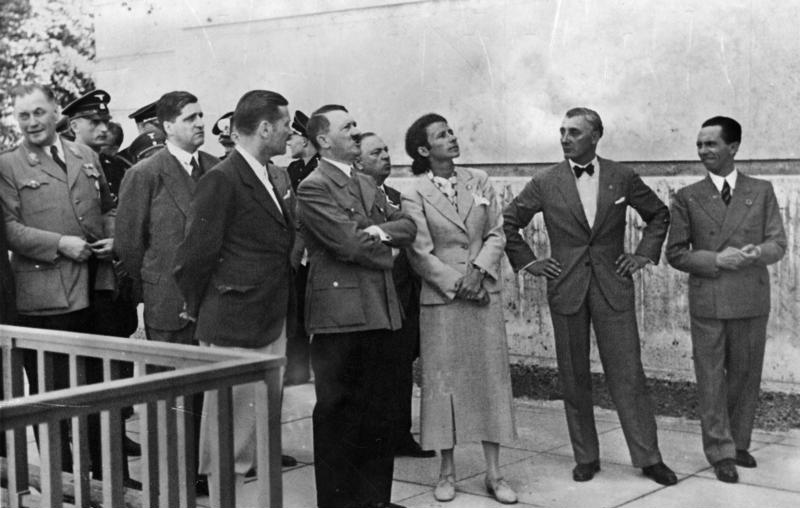
Adolf Hitler, Gerdy Troost, Adolf Ziegler und Joseph Goebbels bei der Besichtigung des Hauses der Deutschen Kunst am 5. Mai 1937

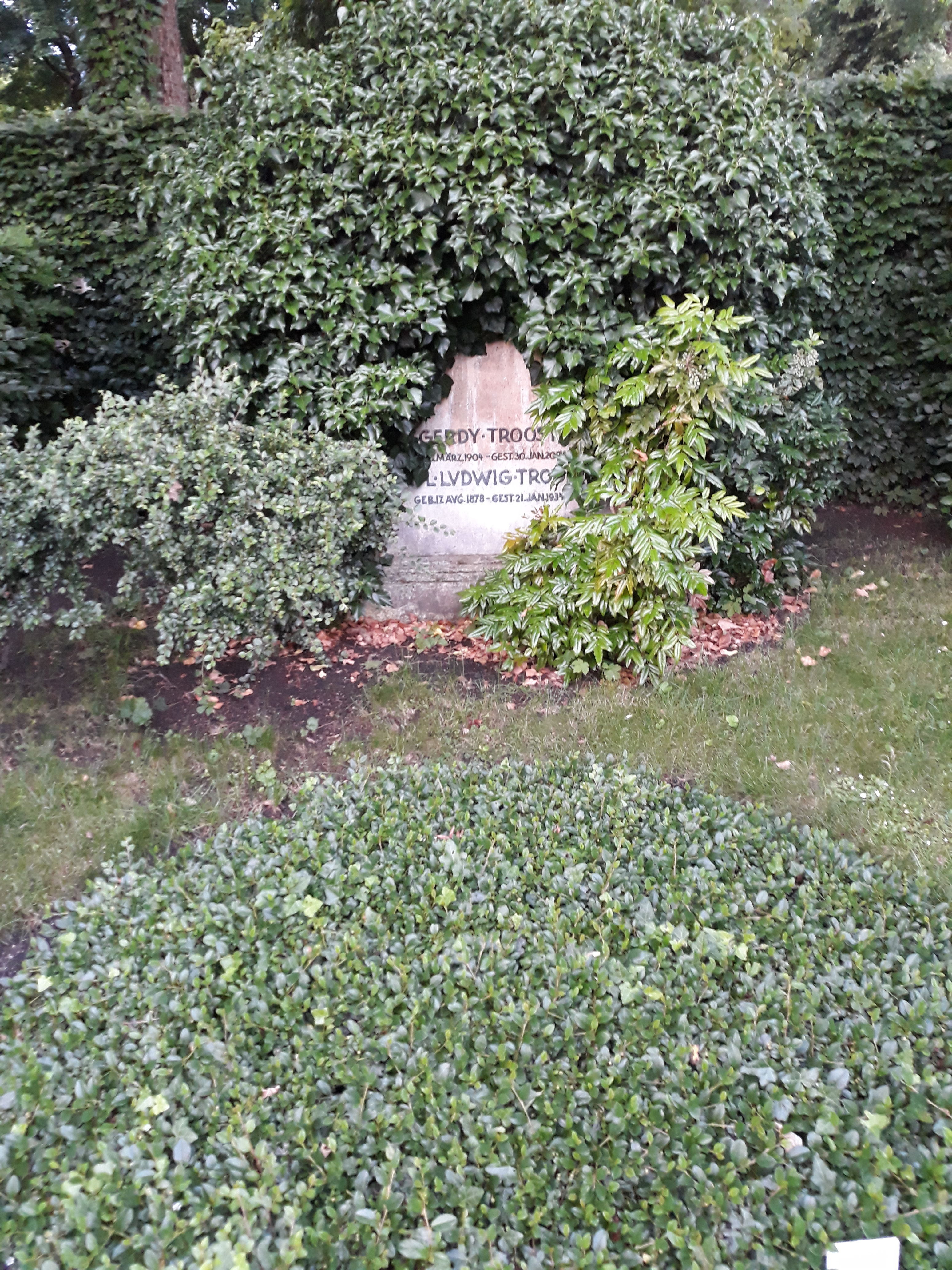
Das Grab von Gerdy und Paul Ludwig Troost auf dem Nordfriedhof (München)

Gerdy Troost, eigentlich Gerhardine Troost, geb. Sophie Gerhardine Wilhelmine Andresen (* 3. März 1904 in Stuttgart; † 30. Januar 2003 in Bad Reichenhall), war eine deutsche Innenarchitektin sowie die Ehefrau des Speer-Vorgängers Paul Ludwig Troost.

## Leben und Werk
Sophie Gerhardine Wilhelmine „Gerdy“ Andresen war die Tochter des Möbelfabrikanten und Kunstgewerbehändlers Johannes Adolf Gerhard Andresen und seiner Frau Maria Luise Andresen, geborene Müller. Sie hatte einen Bruder, Friedel (1909–1935). Ihr Vater betrieb mehrere Holzkunstwerkstätten. Nach ihrer Schulzeit in Düsseldorf (1910 bis 1920) arbeitete sie in den väterlichen Betrieben in Bremen, wo sie 1923 Paul Ludwig Troost kennenlernte, der dort Schiffseinrichtungen für den Norddeutschen Lloyd anfertigen ließ. 1924 zog Gerdy zu ihm nach München, und die beiden heirateten 1925. Über ihren Mann lernte sie 1930 Adolf Hitler kennen und trat 1932 der NSDAP bei (Mitgliedsnummer 1.274.722).
Nach dem Tod ihres Ehemannes 1934 führte Gerdy Troost dessen Architekturbüro zusammen mit seinem ehemaligen Mitarbeiter Leonhard Gall weiter. Sie betreute den Bau des Hauses der Deutschen Kunst an der Münchner Prinzregentenstraße, das ihr Mann geplant hatte. Weiterhin gestaltete sie den Königsplatz um und war für diverse „Führerbauten“ und Ehrentempel verantwortlich; zusammen mit Gall entwarf sie auch die Innenarchitektur der Alten Reichskanzlei in Berlin, von Hitlers Privatwohnung und das Prinz-Carl-Palais in München und Hitlers Landhaus Berghof auf dem Obersalzberg.
Später widmete sie sich verstärkt dem Kunstgewerbe und organisierte die Gestaltung von Geschenken für Hermann Göring und Benito Mussolini. Ihre Entwürfe für Silberwaren und Porzellan wurden auf der Ausstellung für Architektur und Gebrauchskunst des Jahres 1938 im „Haus der Deutschen Kunst“ gezeigt. Im „Haus der Deutschen Kunst“ wurde sie 1935 Vorstandsmitglied. Von Hitler wurde sie 1937 an dessen Geburtstag, dem 20. April, zur Professorin ernannt, 1938 erhielt sie einen Beirats-Posten bei der Bavaria Filmkunst GmbH. Im gleichen Jahr veröffentlichte sie das Buch Das Bauen im neuen Reich, ein Standardwerk zum Selbstverständnis der NS-Architektur. Sie erhielt das seltene Goldene Parteiabzeichen der NSDAP. Ab 1938 war sie zudem in die Organisation von Kunstwerken für den Sonderauftrag Linz involviert. Sie widmete sich auch der Gestaltung von Urkunden, Präsentationsmappen und Hüllen für militärische und zivile Auszeichnungen des Dritten Reiches.
Bis gegen Kriegsende blieb sie im Umfeld Hitlers als Architekturberaterin tätig. 1943 erhielt sie von Hitler eine Dotation in Höhe von 100.000 Reichsmark.
Im Rahmen der Entnazifizierung wurde sie als „Haupttäterin“ angeklagt und vor der Hauptspruchkammer München als „Minderbelastete“ eingestuft und zur Zahlung von 500 DM sowie zehn Jahren Berufsverbot verurteilt. Bereits 1951 hatte sie ihre Tätigkeit als Innenarchitektin wieder aufgenommen und blieb die 1950er-Jahre hindurch mit Projekten in Westdeutschland und im Mittleren Osten aktiv, wo unter ihrer Leitung Hotels, Firmen- und Industriebauten entstanden. Nach dieser Zeit arbeitete Troost bis zum Alter von über 70 Jahren weiter und lebte bis zu ihrem Tod in Schützing (Haiming) in Oberbayern. Ihre Unterlagen befinden sich in der Bayerischen Staatsbibliothek in München und in der Library of Congress in Washington D.C.
Gerdy Troost blieb auch nach 1945 eine enge Vertraute und Gesinnungsgenossin von Winifred Wagner.